# クライ・ベイビー (曲)
「クライ・ベイビー」 (Cry Baby) は、バート・バーンズとジェリー・ラゴヴォイが共作した楽曲である。1963年にガーネット・ミムズ・アンド・ジ・エンチャンターズにより発表された。1970年に急死したロック歌手のジャニス・ジョプリンの遺作として1971年に発表されたカバーも有名になった。

## オリジナル
ミムズのグループのオリジナル盤は1963年にユナイテッド・アーティスツのレーベルからリリースされ、R&Bチャートで首位に立ち、Billboard Hot 100 のチャートでも最高4位まで上昇した。同曲のヒットは、1960年代におけるアレサ・フランクリンやオーティス・レディングなどのソウル系のヒットに途を拓いた。
| 先代 「(Love Is Like A) Heatwave」Martha & The Vandellas | (1回目) Billboard Hot R&B Singles number-one single 1963年10月12日                  | 次代 「Part Time Love」Little Johnny Taylor |
| 先代 「Part Time Love」Little Johnny Taylor              | （復帰） Billboard Hot R&B Singles number-one single 1963年10月26日 - 1963年11月2日 | 次代 「It's All Right」 The Impressions     |

## ジャニス・ジョプリンによる歌唱
ジャニス・ジョプリンは1970年9月にポール・A・ロスチャイルドのプロデュースによりアルバム『パール』の録音を開始したが、彼女は完成前の10月4日に急死し、同アルバムは1971年1月に遺作として発表された。シングルカットされた「クライ・ベイビー」は彼女がよく取り上げていたレパートリーであり、ブルースロックのスタイルで演奏されている。シングル盤のB面には、「ベンツが欲しい (Mercedes Benz)」が収められた。
ジョプリン版は「クライ・ベイビー」の録音としては最も広く知られたものとなっている。今日ではジョス・ストーン、アリソン・イラヘタ(Allison Iraheta)、ルージャ・マグドルナなど、他のアーティストたちによっても演奏されている。